# Bitka pri Minisinku
Bitka pri Minisinku se je odvijala med ameriško revolucionarno vojno pri Minisink Ford, New York, 22. julija 1779. To je bil edini večji spopad revolucionarne vojne, ki se je odvijal v zgornji dolini reke Delaware. Bitka je bila odločilna zmaga Irokezov in lojalistov, saj je bila patriotska milica hitro zbrana, slabo opremljena in neizkušena.

## Brantov napad
Čeprav so bile britanske sile v severnem bojišču večinoma zbrane v in blizu New Yorka, je poglavar Joseph Brant, Mohawški vojaški vodja, potoval v zgornjo dolino Delaware s svojimi lojalističnimi in domorodnimi prostovoljci, da bi zbral obveščevalne podatke, zasegel živino in morda prekinil ameriške načrte za ekspedicijo proti Irokezom.
Februarja 1779 je bila pehota brigadnega generala Kazimierza Pulaskega premeščena na južno bojišče, s čimer je zgornja dolina reke Delaware ostala večinoma nebranjena. Brant je svoje prostovoljce vodil proti Port Jervis, New York (Minisinku) z namenom, da bi zajel živino in demoraliziral koloniste.
Ko se je Brantova sila 60 Irokezov in 27 lojalistov, preoblečenih v domorodne bojevnike, okoli poldneva 20. julija približala naselju, je veliko naseljencev pobegnilo v glavno utrdbo. Posledično so bili ubiti le štirje naseljenci in le trije ujeti. Brant je kasneje v svojem poročilu podpolkovniku Masonu Boltonu v Fort Niagara pojasnil, da "razlog, da jih nismo mogli zajeti več, je bil v številnih utrdbah okoli kraja, v katere so vedno hitro pobegnili kot svizci." V napadu je bilo uničenih deset hiš, enajst skednjev, cerkev in mlin, vključno z utrjeno hišo, znano kot Fort Decker. Brant je nadalje poročal, da je imel v napadu enega mrtvega in enega ranjenega, vendar je poudaril, da "niso niti najmanj poškodovali žensk ali otrok."

## Bitka pri Minisinku
Brantovi napadalci so zapustili naselje in se odpravili navzgor po reki. Jezdeci iz Minisinka so se odpravili v Goshen (vas), New York in poročali o napadu. Lokalna milica se je zbrala v Minisinku zgodaj 21. julija pod poveljstvom podpolkovnika Benjamina Tustena, pridružil pa se jim je tudi oddelek milice iz okrožja Sussex, New Jersey. Tusten je nasprotoval zasledovanju Branta in predlagal čakanje na okrepitve. Vendar pa so mnogi zbrani miličniki zavrnili bojno sposobnost Irokezov in zahtevali takojšnje maščevanje. Tusten, preglasovan, se je strinjal, da se odpravijo. Kasneje so se jim pridružili elementi 4. polka milice okrožja Orange iz Warwicka, ki jih je vodil polkovnik John Hathorn. Polkovnik Hathorn je prevzel splošno poveljstvo in se z okoli 120 miličniki odpravil prestreči Branta.
Zjutraj 22. julija se je milica premaknila na položaj na hribu vzhodno od sotočja rek Lackawaxen in Delaware, z namenom, da bi napadla Brantove sile, ko bi prečkale Minisink Ford. Hathorn je svoje može razdelil v skupino strelcev in dve drugi skupini, ki sta sestavljali glavno silo. Preden je bila zaseda popolnoma postavljena, pa je nenamerni strel iz puške opozoril Branta na past. Brant je hitro pridobil višji teren za Hathornovim položajem in odprl ogenj.
Hathorn ni mogel pregrupirati svojih mož za protinapad. Mnogi njegovi možje so se umaknili, ostali pripadniki milice pa so ostale obkrožene in preštevilčene. Po več urah izmenjave strelov je začelo zmanjkovati streliva in bitka se je razvila v boj od blizu. Ubitih je bilo vsaj 46 pripadnikov milic, vključno s Tustenom. Brantovi možje niso prizanesli ranjenim in ujetim, vendar je bil eden od ranjenih, kapitan John Wood, prizanesen, ker je Brant zmotno verjel, da je kolega prostozidar.
Brant je izgubil le sedem mož. Brant je zapisal, da so bili trije ubiti med bitko in da so bili štirje nevarno ranjeni in verjetno ne bodo preživeli. Čeprav je bil hudo ranjen, je Hathorn preživel in se vrnil v Warwick, da bi napisal poročilo o izgubi svojim nadrejenim.

## Posledice
Po bitki sta Brant in njegovi možje prečkali Delaware in nadaljevali proti severu do Onaquage na reki Susquehanna.
Napad ni uspel prekiniti Sullivanove ekspedicije. Nekaj tednov kasneje v bitki pri Newtownu sta bila Brant in njegovi prostovoljci, skupaj z Butlerjevimi rangerji in nekaj sto Seneca in Cayuga bojevniki, odrinjeni s strani generalmajorja Johna Sullivana in njegovih 3200 vojakov Kontinentalne vojske. Sullivan je nato napadel domovino Irokezov v regiji Finger Lakes v New Yorku in uničil 40 irokeških vasi.
Prebivalci okrožja Goshen (ki je pred ustanovitvijo mest v okrožju Orange) niso mogli pokopati svojih mrtvih 43 let, saj je bilo bojišče preveč oddaljeno. Nekatere vdove vojakov so poskušale pot, vendar so bile prisiljene obrniti se. Leta 1822 je bil ustanovljen odbor, ki je potoval na bojišče in preiskal območje za ostanki. Nekaj najdenih kosti je bilo pokopanih v skupnem grobu v Barryvillu, vendar so bile kasneje prenesene v Goshen. Kamniti obelisk je bil postavljen v Goshenu za stoletnico bitke, vgraviran z imeni mrtvih.
Leta 1847 je bil v Lackawaxenu v Pensilvaniji odkrit pokop, za katerega se verjame, da so ostanki žrtve bitke pri Minisinku.Mesto zdaj služi kot spominska grobnica za neznane vojake revolucionarne vojne.
Danes se bojišče nahaja v parku Minisink Battleground County Park v okrožju Sullivan, nekaj kilometrov severno od zaselka Barryville, blizu akvedukta Roebling's Delaware. Na mestu ni nobenih struktur, ki bi bile sodobne bitki, vendar park vsebuje več poti, spomenikov, piknik prostorov in centra za obiskovalce.